# Коубек, Мирослав
Ми́рослав Ко́убек (чеш. Miroslav Koubek; род. 1 сентября 1951, Прага) — чешский футбольный тренер, в прошлом — чехословацкий футболист, вратарь. С начала июня 2023 года возглавляет пльзеньскую «Викторию».

## Карьера игрока
Свою молодёжную карьеру начал в клубе «Унион» из Жижкова. Спустя семь лет он перешёл в «Адмиру» из Кобылис. В столичном клубе игрок провёл три года, а затем перешёл на взрослый уровень. В 1971 году Мирослав Коубек стал игроком клуба «Слани». Далее он пять сезонов провёл в «Кладно». В 1978 году Коубек вернулся в пражскую «Спарту», с которой выступал ранее на молодёжном уровне. Со столичной командой он провёл четыре сезона.

## Карьера тренера
После завершения карьеры игрока тренировал ряд чешских клубов. Он занял второе место с ФК «Зенит Часлав» во Второй лиге в сезоне 2008/09. В сезоне 2009/10, он завоевал с «Баником» из Остравы бронзовые медали Гамбринус Лиги. Однако, через год с крахом провалился, проиграв семь из тринадцати стартовых матчей. В октябре специалист был уволен.
28 мая 2011 года Коубек вернулся в Гамбринус лигу, став главным тренером «Млады-Болеслав». В сезоне 2011/12 под его руководством «Млада-Болеслав» заняла четвёртое место и получила право в следующем сезоне поучаствовать в розыгрыше Лиги Европы УЕФА. Но после трёх поражений подряд в начале следующего сезона он подал в отставку и ушёл со своего поста в сентябре 2012 года.
В сентябре 2013 года Коубек был назначен на должность главного тренера в пражскую «Славию» после отставки Михала Петроуша. Не проведя и полного сезона, в связи с неудовлетворительными результатами команды, он был уволен в марте 2014 года.
В августе 2014 Коубек стал новым главным тренером ФК «Виктория» Пльзень. В дебютном матче под руководством Коубека «Виктория» одержала крупную победу над «Градец-Кралове» со счетом 4:0.
По итогам сезона 2014/15 «Виктория» под руководством Коубека стала чемпионом Чехии.
16 августа 2015 года в связи со слабым стартом «Виктории» в чемпионате был отправлен в отставку.
В мае 2016 года Коубек возглавил пражский «Богемианс 1905», подписав с клубом трёхлетний контракт и сменил на этом посту Романа Пиварника, который в свою очередь ушёл в пльзеньскую «Викторию».

## Тренерские достижения
Виктория Пльзень
- Чемпион Чехии: 2014/15
- Суперкубок Чехии: 2015